# ایلا
ایلای یا شاه ایلا در شاهنامه نام یک سردار تورانی است که نوه افراسیاب بود.

## ایلای در جنگ با کیخسرو
در جریان نبرد بزرگ، ایلای فرمانده بخشی از سپاه توران بود و در همین جنگ به رزمِ تن به تن با کیخسرو پرداخت و بدست کیخسرو کشته شد. برزوایلا برادر او و از دیگر دلاوران سپاه توران پس از این واقعه شبانه گریخت. فردوسی در شاهنامه اینگونه از ایلای نام برده‌است:
| سپـاهـی به جنگی کهیلا سپُـرد   |  | یـکـی نـیـز بـر پـور، ایــلا سـپُــرد |
| .                             |  |                                      |
| سپاهـی بـه جنـگ کـهیـلا سپـرد |  | یـکـی تیـزتـر بـود ایـلای گُرد        |
| نبـیـره جهـانـدار افـراسیـاب  |  | کـه از پشت شیــران ربــودی کباب      |
| .                             |  |                                      |
| دل شاه ترکان پر از خشم و جوش  |  | ز تندی نبودش به گفتار گوش            |
| برانگیخت اسب از میان سپاه     |  | بیامد دمان با درفش سیاه              |
| از ایرانیان چند نامی بکشت     |  | چو خسرو بدید اندر آمد به پشت         |
| دو شاه دو کشور چنین کینه‌دار   |  | برفتند با خوار مایه سوار             |
| ندیدند گرسیوز و جهن روی       |  | که او پیش خسرو شود رزمجوی            |
| عنانش گرفتند و بر تافتند      |  | سوی ریگ آموی بشتافتند                |
| چنو بازگشت استقیلا چو گرد     |  | بیامد که با شاه جوید نبرد            |
| دمان شاه‌ایلا به پیش سپاه      |  | یکی نیزه زد بر کمرگاه شاه            |
| نبد کارگر نیزه بر جوشن‌اش      |  | نه ترس آمد اندر دل روشن‌اش            |
| چو خسرو دل و زور او را بدید   |  | سبک تیغ تیز از میان برکشید           |
| بزد بر میانش به دو نیم کرد    |  | دل برزایلا پر از بیم کرد             |
| سبک برزایلا چو آن زخم شاه     |  | بدید آن دل و زور و آن دسنگاه         |
| به تاریکی اندر گریزان برفت    |  | همی‌پوست بر تنش گفتی بکفت             |